# Ruben Martini
Ruben Martini (* 28. September 1982 in Heidelberg) ist ein deutscher Jurist. Er ist seit April 2023 Richter am Bundesfinanzhof.

## Leben und Wirken
Martini absolvierte neben dem Studium der Rechtswissenschaften ein betriebswirtschaftliches Studium, das er mit dem Titel Dipl.-Kaufmann abschloss. Er war mehrere Jahre als akademischer Mitarbeiter am Institut für Finanz- und Steuerrecht der Universität Heidelberg tätig, bevor er am 5. November 2013 in den Justizdienst des Landes Rheinland-Pfalz eintrat und zunächst als Richter am Landgericht Frankenthal eingesetzt war. Von Oktober 2015 bis Januar 2018 war Martini als wissenschaftlicher Mitarbeiter an den Bundesfinanzhof abgeordnet. Während dieser Zeit wurde er im Juni 2017 zum Richter am Landgericht Frankenthal ernannt. Es schloss sich eine weitere Abordnung an das Finanzgericht Rheinland-Pfalz an. Am 6. September 2019 erfolgte seine Ernennung zum Richter am Finanzgericht. Martini ist promoviert.
Nach seiner Ernennung zum Richter am Bundesfinanzhof am 1. April 2023 wies das Präsidium Martini dem für Umsatzsteuer zuständigen V. Senat zu.